# مارتن وينكلر
مارتن وينكلر (بالفرنسية: Martin Winckler)‏ (22 فبراير 1955، الجزائر في الجزائر)؛ طبيب، كاتب طبي، مترجم وروائي فرنسي.

## روابط خارجية
- مارتن وينكلر على موقع IMDb (الإنجليزية)